# Psophia dextralis
Psophia dextralis, "olivvingad trumpetare", är en fågel i familjen trumpetare inom ordningen tran- och rallfåglar.

## Utbredning och systematik
Fågeln delas in i två underarter med följande utbredning:
- P. d. dextralis – östcentrala Brasilien söder om Amazonfloden mellan RIo Tapajós och Rio Xingus västra bank
- P. d. interjecta – nordöstra Brasilien söder om Amazonfloden från Rio Xingus östra bank till västra kanten av Rio Tocantins

Den betraktas oftast som underart till mörkvingad trumpetare (Psophia viridis), men urskiljs sedan 2014 som egen art av Birdlife International, IUCN och Handbook of Birds of the World.

## Status
Den kategoriseras av IUCN som starkt hotad.